# هلیوس ۸۹۵
سیارک ۸۹۵ (به انگلیسی: 895 Helio، نامگذاری:1918DU) هشتصد و نود و پنجمین سیارک کشف شده‌است که در ۱۱ ژوئیه ۱۹۱۸ و در هایدلبرگ کشف شد.
قدر مطلق سیارک برابر ۸٫۳۰ است.